# Dərnəgül
Dərnəgül – jedna ze stacji metra w Baku na linii 2. Została otwarta 29 czerwca 2011 r. Stanowi północny kraniec linii.